# جيف بيرجمان
جيف بيرجمان (بالإنجليزية: Jeffrey Allen Bergman)‏ هو مغني وممثل أمريكي، ولد في 10 يوليو 1960 بفيلادلفيا في الولايات المتحدة.

## وصلات خارجية
- جيف بيرجمان على موقع IMDb (الإنجليزية)
- جيف بيرجمان على موقع ميتاكريتيك (الإنجليزية)
- جيف بيرجمان على موقع روتن توميتوز (الإنجليزية)
- جيف بيرجمان على موقع قاعدة بيانات الأفلام العربية
- جيف بيرجمان على موقع ألو سيني (الفرنسية)
- جيف بيرجمان على موقع ميوزك برينز (الإنجليزية)
- جيف بيرجمان على موقع أول موفي (الإنجليزية)
- جيف بيرجمان على موقع قاعدة بيانات الأفلام السويدية (السويدية)
- جيف بيرجمان على موقع قاعدة بيانات الأفلام السويدية (السويدية)
- جيف بيرجمان على موقع قاعدة بيانات الفيلم (الإنجليزية)